# I See You (álbum de The xx)
I See You es el tercer álbum de estudio de la banda de indie pop inglesa the xx. Young Turks lo lanzó el 13 de enero de 2017, como el primer álbum de la banda en más de cuatro años, después de Coexist de 2012.
The xx comenzó a grabar I See You en 2014 en el estudio Marfa Recording Co. en Marfa, Texas, y contaron con la asistencia del productor Rodaidh McDonald. Según la banda, tenían en mente un concepto musical más progresivo y de mayor alcance, en comparación con sus dos álbumes anteriores. Jamie xx, el multiinstrumentista y productor de la banda, dijo que su grabación en solitario de 2015 con influencias de la música de club, In Colour, influyó en el sonido y la estética del álbum.
I See You se lanzó con una gran aclamación de la crítica, y muchos críticos consideraron que su música era menos insular que la de las grabaciones anteriores de The xx. Se convirtió en el segundo álbum número uno de la banda en el Reino Unido y en un éxito internacional que alcanzó el top diez de las listas. Se lanzaron cuatro sencillos para promocionar el álbum, el primero de ellos fue «On Hold», mientras The xx se embarcaba en la gira europea I See You Tour y en conciertos posteriores por el continente americano.

## Grabación y producción
En mayo de 2014, The xx anunció que estaba trabajando en su tercer álbum de estudio con el productor Rodaidh McDonald en Marfa Recording Co., un estudio de grabación en Marfa, Texas. Según el periodista de Mixmag, Stephen Worthy, ocurrió un momento «decisivo» justo antes de que comenzara la grabación, cuando durante una serie de conciertos en Nueva York, el trío —Romy Madley Croft, Oliver Sim y Jamie Smith— «apenas hacía contacto visual con su público. Era su forma de decir adiós a los antiguos The xx». Mientras trabajaban en I See You, Croft se inscribió en un curso de composición en California, Sim modeló para Christian Dior SE y Smith lanzó un álbum en solitario, In Colour, de 2015.
Smith, el productor y multiinstrumentista de The xx, declaró que In Colour «definitivamente influyó en lo que estamos haciendo» para I See You, mientras que la banda dijo que el disco tendría un «concepto completamente diferente» al de sus dos primeros álbumes. También dijeron que el álbum sonaría «más extrovertido, abierto y expansivo». AnyDecentMusic? describió I See You como un álbum de indie rock y dream pop, mientras que Matt Hobbs de God is in the TV dijo que The xx expandió la parte bailable de su fusión habitual de sonidos indie y dance alternativo. Según una actualización de Pitchfork sobre el álbum en noviembre de 2016, I See You se grabó finalmente entre marzo de 2014 y agosto de 2016 en estudios de Marfa, Nueva York, Los Ángeles, Londres y Reikiavik.

## Marketing y ventas
El sencillo principal del álbum, «On Hold», se lanzó el 10 de noviembre de 2016 y se estrenó en la cuenta de YouTube de la banda antes de que se anunciara la fecha de lanzamiento del álbum. El 19 de noviembre, la banda actuó como invitada musical en el programa de comedia estadounidense Saturday Night Live. «Say Something Loving» se lanzó como el segundo sencillo el 1 de enero de 2017.
Young Turks lanzó I See You el 13 de enero de 2017. En su primera semana, vendió 26 513 copias en el Reino Unido y debutó en el número uno de la lista de álbumes británica, convirtiéndose así en el segundo álbum de The xx en encabezar la lista, después de que Coexist lo hiciera en 2012. En Estados Unidos, I See You debutó en el número dos del Billboard 200 y registró 46 000 unidades equivalentes a álbumes; 36 000 de estas fueron ventas de álbumes tradicionales. En Japón, entró en la lista de álbumes de Oricon en el número 34 y vendió 2 073 copias en su primera semana en el país.
The xx promocionó el álbum con la gira I See You Tour, con conciertos por toda Europa en febrero y marzo de 2017. A esto le siguió una serie de apariciones en festivales de música en Sudamérica, incluyendo el Festival Estéreo Picnic en Bogotá y las fechas del Lollapalooza en São Paulo, San Isidro y Santiago. Una gira por Norteamérica comenzó el 14 de abril en el Festival de Música de Coachella en Indio, California, y concluyó el 26 de mayo en Portland, Maine.

## Recepción

### Crítica
I See You recibió una gran aclamación de la crítica. En Metacritic, que asigna una calificación normalizada sobre 100 a las reseñas de publicaciones convencionales, el álbum recibió una puntuación promedio de 85, basada en 35 críticas. Según Kitty Empire, los críticos lo aclamaron como el «álbum menos insular de The xx hasta la fecha».
En su reseña para The Guardian, Alexis Petridis dijo que el disco «logra la hazaña de sonar exactamente como The xx y, a la vez, diferente a todo lo que habían hecho antes». Él creía que la disposición de la banda para explorar las influencias musicales del álbum In Colour de Smith le dio a las pistas una cualidad «más rica y completa» que en sus discos anteriores. Philip Cosores de The A.V. Club lo calificó como «el álbum más ecléctico, multidimensional y ambicioso de la joven carrera de The xx», mientras que Nolan Feeney de Entertainment Weekly lo consideró «el trabajo más audaz hasta la fecha de una banda famosa por su sutileza». En opinión del crítico de Uncut, Sam Richards, la banda «expandió sus horizontes sin sacrificar nada de la intimidad emocional que los convierte en uno de los grupos más fascinantes del momento». La crítica de Q, Victoria Segal, señaló los temas líricos que compartía con Coexist y los ecos de la «cultura de club» de In Colour, y concluyó que, musicalmente, la banda estaba «extendiendo glorias pasadas en lugar de copiarlas». «Las melodías vocales de Sim y Madley Croft son más robustas y definidas que en el pasado», escribió Mikael Wood en el Los Angeles Times, y supuso que era «quizás un producto del tiempo que Madley Croft pasó en Los Ángeles entre los álbumes de The xx trabajando en posibles canciones para estrellas del pop».
Algunos críticos se mostraron menos entusiastas. En Vice, Robert Christgau observó un crecimiento artístico y accesibilidad en canciones como «On Hold», «Say Something Loving» y «Brave for You»; pero dijo: «por muy impresionantes que sean su originalidad y habilidad, los detalles siempre terminan por escaparse» a lo largo de los «murmullos indistintos» del álbum... «porque al final la estética compartida de la banda es muy contenida». Will Hodgkinson fue más crítico en The Times; escribió que el álbum no lograba «alcanzar las cimas de su trabajo anterior» y acusó al grupo de postureo, al señalar la «interpretación susurrante» de Croft en «Brave for You».

### Premios
I See You recibión una nominación de la  IMPALA al premio de Álbum Europeo del Año.
| Publicación             | Premio                                        | Lugar | Ref.   |
| ----------------------- | --------------------------------------------- | ----- | ------ |
| Billboard               | Best Albums of 2017: Billboard's Top 50 Picks | 14    | [ 27 ] |
| Diffuser                | Diffuser's Top 25 Albums of 2017              | 19    | [ 28 ] |
| Digital Trends          | The 50 Best Albums Released in 2017           | 29    | [ 29 ] |
| Double J                | The 50 Best Albums of 2017                    | 37    | [ 30 ] |
| Esquire UK              | The 50 Best Albums of 2017                    | N/A   | [ 31 ] |
| Exclaim!                | Exclaim!'s Top 20 Pop & Rock Albums of 2017   | 18    | [ 32 ] |
| Fopp                    | Fopp's Best Albums of 2017                    | 2     | [ 33 ] |
| Highsnobiety            | The 25 Best Albums of 2017                    | 23    | [ 34 ] |
| The Independent         | The 30 Best Albums of 2017                    | 28    | [ 35 ] |
| Mixmag                  | The Top 50 Albums of 2017                     | 19    | [ 36 ] |
| NME                     | NME's Albums of the Year 2017                 | 46    | [ 37 ] |
| NME                     | NME's Greatest Albums of the 2010s            | 63    | [ 38 ] |
| No Ripcord              | No Ripcord's Best Albums of 2017              | 12    | [ 39 ] |
| OOR                     | Album van het jaar                            | 5     | [ 40 ] |
| Paste                   | The 50 Best Albums of 2017                    | 28    | [ 41 ] |
| Pitchfork               | The 50 Best Albums of 2017                    | 40    | [ 42 ] |
| PopMatters              | The 60 Best Albums of 2017                    | 7     | [ 43 ] |
| Pretty Much Amazing     | The Best Albums of 2017                       | 7     | [ 44 ] |
| Q                       | Q Magazine's 50 Best Albums of 2017           | 17    | [ 45 ] |
| Radio X                 | The 30 Best New Albums of 2017                | N/A   | [ 46 ] |
| Rolling Stone Australia | 50 Best Albums of 2017                        | 30    | [ 47 ] |
| Spectrum Culture        | Top 20 Albums of 2017                         | 10    | [ 48 ] |
| The Skinny              | The Skinny's Top 50 Albums of 2017            | 36    | [ 49 ] |
| Time                    | The Top 10 Albums of 2017                     | 8     | [ 50 ] |
| Uncut                   | Uncut's 75 Best Albums of 2017                | 50    | [ 51 ] |
| Uproxx                  | 50 Best Albums of 2017                        | 37    | [ 52 ] |
| Uproxx                  | 100 Best Albums of the 2010s                  | 83    | [ 53 ] |

## Lista de canciones
Todas las canciones fueron escritas por Oliver Sim y Romy Madley Croft; toda la música compuesta por Jamie Smith, Sim, y Croft; todas las pistas producidas por Smith y Rodaidh McDonald; a menos que se indique.

| Versión estándar |                                                                    |          |  |
| N.º              | Título                                                             | Duración |  |
| 1.               | «Dangerous»                                                        | 4:10     |  |
| 2.               | «Say Something Loving» (Producción adicional de Romy Madley Croft) | 3:58     |  |
| 3.               | «Lips»                                                             | 3:20     |  |
| 4.               | «A Violent Noise»                                                  | 3:47     |  |
| 5.               | «Performance» (Letra por Croft)                                    | 4:06     |  |
| 6.               | «Replica»                                                          | 4:09     |  |
| 7.               | «Brave for You» (Letra por Croft)                                  | 4:13     |  |
| 8.               | «On Hold»                                                          | 3:44     |  |
| 9.               | «I Dare You»                                                       | 3:53     |  |
| 10.              | «Test Me» (Letra y producción adicional por Croft)                 | 3:55     |  |

| Versión de lujo con contenido adicional |                                                 |          |  |
| N.º                                     | Título                                          | Duración |  |
| 1.                                      | «Naive»                                         | 3:36     |  |
| 2.                                      | «Seasons Run» (lyrics by Oliver Sim)            | 4:22     |  |
| 3.                                      | «Brave for You» (Demo de Marfa; letra de Croft) | 2:36     |  |

Créditos de muestreo
- «Say Something Loving» contiene una muestra de «Do You Feel It», interpretada por Alessi, y escrita por Bobby y Billy Alessi, y homenajea a «The Sweetest Taboo», interpretada por Sade, y escrita por Sade Adu y Martin Ditcham
- «Lips» contiene una muestra de «Just (After Song of Songs)», interpretada por Trio Mediæval, Garth Knox, Agnès Vesterman y Sylvain Lemêtre, y escrita por David Lang
- «On Hold» contiene una muestra de «I Can't Go for That (No Can Do)», interpretada por  Daryl Hall & John Oates y escrita por Sara Allen, Daryl Hall y John Oates
- «Naive» contiene una muestra de «Doing It Wrong», interpretada por Drake, y escrita por Aubrey Graham, Adrian Eccleston, Don McLean y Noah Shebib